# چرنی ایوس
چرنی ایوس (به لاتین: Cherny Iyus) یک رود در روسیه است که در خاکاسیا واقع شده‌است.